# Valea lui Mihai

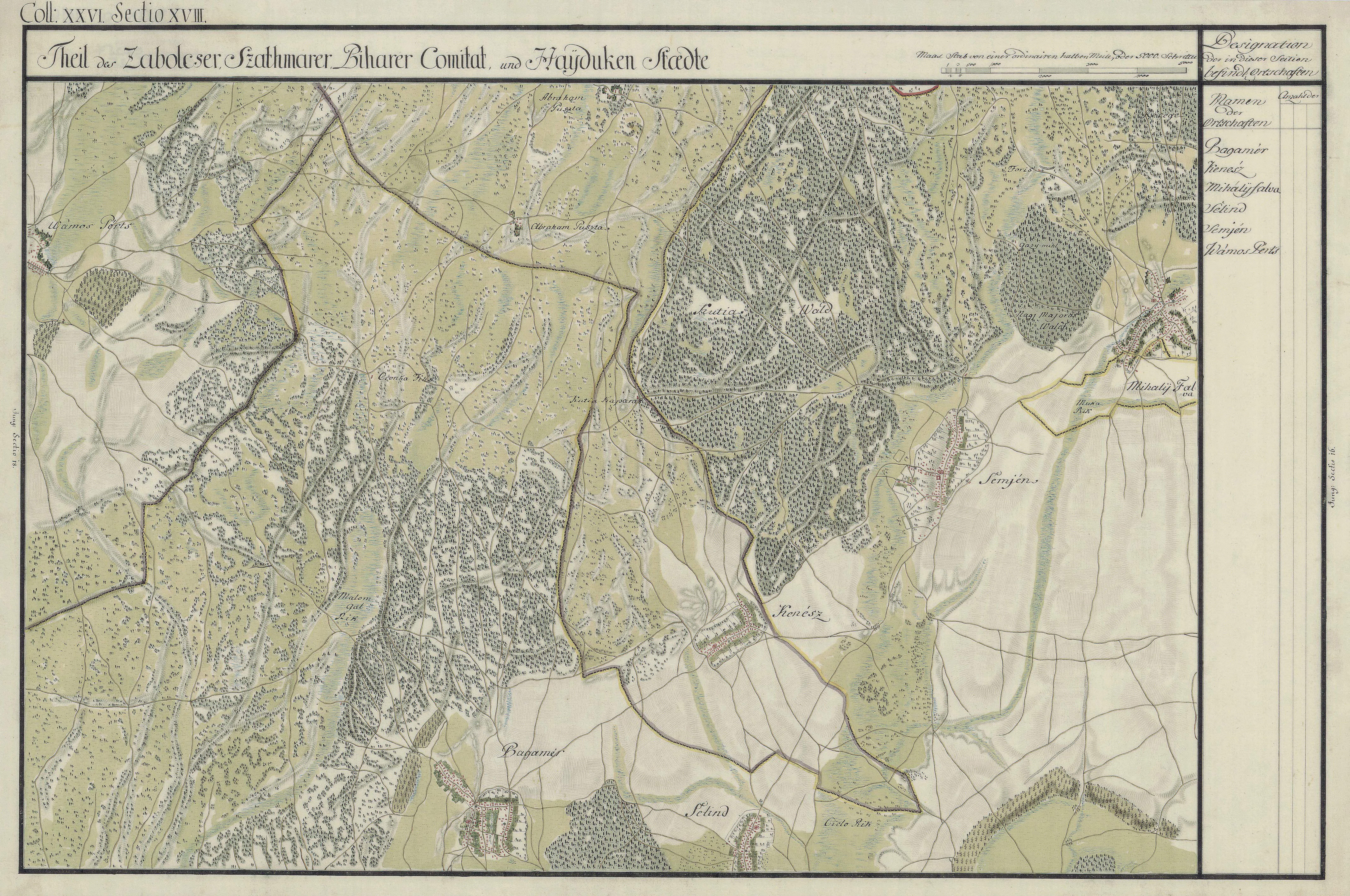
Josephinische Landesaufnahme, 1782–1785

Valea lui Mihai (früher Mihaifalău; ungarisch Érmihályfalva, Nagymihályfalva, Mihályfalva) ist eine Kleinstadt im Kreis Bihor in Rumänien.

## Lage
Valea lui Mihai liegt im Kreischgebiet am östlichen Rand der  Großen Ungarischen Tiefebene. Die Kreishauptstadt Oradea befindet sich etwa 55 km südlich, die ungarische Grenze nur etwa 7 km westlich.

## Geschichte
Valea lui Mihai wurde im Jahr 1270 erstmals urkundlich erwähnt. Es gehörte damals zum Königreich Ungarn. 1312 erhielt der Ort vom ungarischen König Karl I. das Recht zur Zollerhebung. Seit 1459 durften Märkte abgehalten werden. 1587 setzten die Türken Valea lui Mihai in Brand und trieben die Bewohner in die Flucht. Seit dem Ende des 17. Jahrhunderts gehörte der Ort zu Österreich-Ungarn. 1844 und 1930 wurde Valea lui Mihai zur Stadt erklärt, verlor diesen Status jedoch jeweils nach einiger Zeit wieder. Nach 1867 wurde der Ort unter seinem ungarischen Namen Érmihályfalva Sitz eines Stuhlbezirkes im Komitat Bihar. Ende des 19. Jahrhunderts entwickelte sich die Lebensmittelindustrie. Am Ende des Ersten Weltkrieges gelangte Valea lui Mihai trotz ungarischer Bevölkerungsmehrheit zu Rumänien, war dann zwischenzeitlich infolge des Zweiten Wiener Schiedsspruches von 1940 bis 1944 wieder ein Teil Ungarns. Seit 1989 ist der Ort erneut eine Stadt.
Neben der Lebensmittelindustrie sind die Landwirtschaft, der Handel, die Textil- und die holzverarbeitende Industrie.

## Bevölkerung
Im 16. und 17. Jahrhundert – zur Zeit der türkischen Vorherrschaft – war die Bevölkerungszahl sehr gering. 1800 wurden 1594 Einwohner registriert.
1880 lebten in der heutigen Stadt 3896 Menschen, davon 3580 Ungarn, 85 Ukrainer, 47 Deutsche, jeweils 14 Slowaken und Rumänen. Juden wurden in der Regel als Ungarn registriert. Im Jahr 1930 bezeichneten sich von den damals 8085 Einwohnern 5314 als Ungarn, 1428 als Juden, 1194 als Rumänen, 90 als Roma und 25 als Deutsche. 1956 war die Zahl der Juden auf 156 gesunken. Bei der Volkszählung 2002 wurden in Valea lui Mihai 10.324 Einwohner erfasst, darunter 8757 Ungarn, 1442 Rumänen, 95 Roma und 10 Deutsche.

## Verkehr

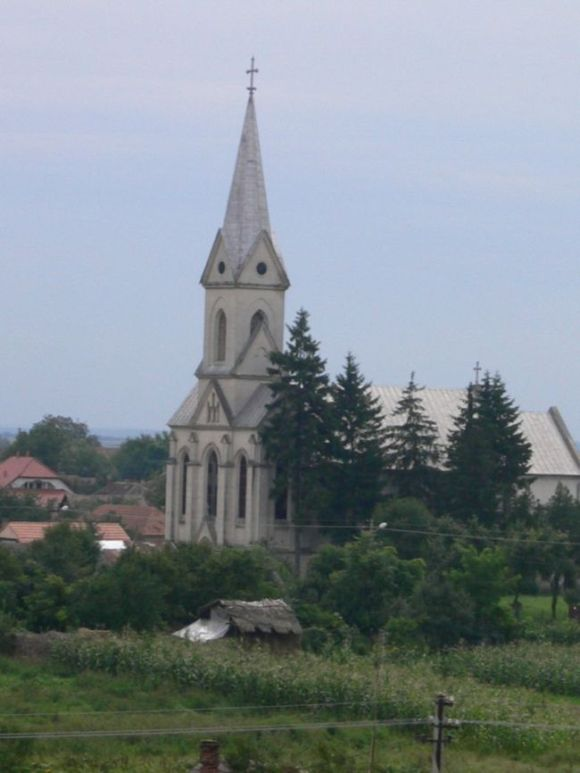
Katholische Kirche

Der Bahnhof Valea lui Mihai ist ein Eisenbahnknoten an der 1871 in Betrieb genommenen Bahnstrecke von Debrecen nach Satu Mare sowie der 1887 eröffneten Strecke nach Oradea. In der Stadt halten Schnell- und Nahverkehrszüge nach Oradea und Satu Mare. Auch der grenzüberschreitende Eisenbahnverkehr nach Ungarn ist von Bedeutung. Durch Valea lui Mihai führt auch die Europastraße 671.

## Sehenswürdigkeiten
- Akazienwälder
- Historisch-ethnografisches Museum

## Persönlichkeiten
- Zoltán Zelk (1906–1981), ungarischer Schriftsteller

## Partnerschaften
Balmazújváros, Ungarn